# Dicranoptycha stuckenbergi
Dicranoptycha stuckenbergi är en tvåvingeart som beskrevs av Alexander 1970. Dicranoptycha stuckenbergi ingår i släktet Dicranoptycha och familjen småharkrankar. Inga underarter finns listade i Catalogue of Life.